# Палмас (Порторико)
Палмас (шп. Palmas) град је у америчкој острвској територији Порторико, острвској држави Кариба.

## Демографија
По попису из 2010. године број становника је 2.230, што је 599 (-21,2%) становника мање него 2000. године.
| Група             | 2000.         | 2010.         |
| Белци             | 15 (0,5%)     | 38 (1,7%)     |
| Афроамериканци    | 382 (13,5%)   | 728 (32,6%)   |
| Азијати           | 3 (0,1%)      | 1 (0,0%)      |
| Хиспаноамериканци | 2.804 (99,1%) | 2.184 (97,9%) |
| Укупно            | 2.829         | 2.230         |